# Biến số
Trong toán học, biến số (gọi ngắn là biến) là một đại lượng có giá trị bất kỳ, không bắt buộc phải duy nhất có một giá trị (không có giá trị nhất định). Biến số là số có thể thay đổi giá trị trong một tình huống có thể thay đổi. Ngược lại với biến số là một hằng số. Hằng số là một số không thay đổi trong mọi tình huống.
Thuật ngữ biến dùng để chỉ các đại lượng (chẳng hạn các đại lượng vật lý như khối lượng, thời gian, các đại lượng hình học như độ dài, diện tích, thể tích,...) có thể nhận các giá trị khác nhau trong một tập hợp nào đấy (được gọi là miền biến thiên của nó). Theo quan điểm động, người ta gọi chúng là các đại lượng biến thiên, hay đơn giản là các biến. Nếu tập hợp các giá trị của biến X là tập hợp số thì nó được gọi là biến số. Cũng có những biến không phải là biến số như biến lôgic, biến Boolean, biến ký tự,... Giá trị của các biến thường liên quan đến nhau. Khi xét quan hệ giữa chúng với nhau, một số biến được xem là độc lập được gọi là các biến độc lập, một số biến sẽ nhận giá trị phụ thuộc vào các biến khác, được gọi là biến phụ thuộc. Xem thêm định nghĩa hàm số.
Khi xét quan hệ phụ thuộc giữa các biến, nếu đã biết giá trị của một số biến, nếu cần có thể xác định giá trị của một hoặc một số biến chưa biết, khi đó các biến cần tìm giá trị được gọi là các ẩn (ẩn số), các biến đã biết giá trị được gọi là các tham biến (tham số), còn hệ thức biểu diễn mối liên hệ giữa các biến (thường là một đẳng thức/bất đẳng thức) được gọi là các phương trình/bất phương trình, việc tìm giá trị của các ẩn được gọi là giải phương trình/bất phương trình. Các giá trị tìm được của các ẩn được gọi là nghiệm của phương trình/bất phương trình.